# Przyjaciele z Kieszonkowa
Przyjaciele z Kieszonkowa (wł. Cuccioli Cerca Amici – Nel regno di Pocketville, ang. Puppy in My Pocket: Adventures in Pocketville) – włoski serial animowany, który swoją premierę we Włoszech miał 25 października 2010 roku na kanale Italia 1. W Polsce premiera serialu odbyła się 4 lipca 2011 na antenie Cartoon Network i Boomerang. Od 1 lipca 2013 roku serial emitowany w TV Puls 2, a od 31 sierpnia 2013 roku na kanale TV6 oraz od 2 września na kanale TV4. Serial był również emitowany na antenie TVS w bloku Bajkowa TVS.

## Fabuła
Serial opowiada o niezwykłych przygodach pewnej, ośmioletniej dziewczynki imieniem Flo i jej pieska Magic'a, którzy w Kieszonkowie muszą pełnić obowiązki kociej księżniczki Ami, którą zła siostra Ima wysłała do „prawdziwego świata”, w którym mieszkają. Razem przeżywają niesamowite i magiczne przygody.

## Historia
Ośmioletnia Flo potrzebuje przyjaciela. Wybranym zwierzątkiem zostaje owczarek imieniem Magic. Podczas gdy księżniczka Ami rozpoczyna ceremonię przejścia, jej zazdrosna siostra, Ima, każe Zullowi złapać klejnot przyjaźni. Gdy pies zaczyna spełniać jej rozkaz, kotka Ami ratuje Magica przed tragedią. Niestety połowa klejnotu trafia do Imy, a Ami zostaje wysłana do miasta. W tym samym czasie w Kieszonkowie pojawia się Flo. Strażnicy kotki Ami próbują ją odesłać do domu co udało im się po 3 odcinkach. Flo i Magic wracają do domu. Jej tata początkowo nie zgadza się na to, żeby zatrzymała Magic'a, bo niedługo będzie chodzić do szkoły. Ale potem zmienia zdanie. Po pierwszej ceremonii przejścia Flo zauważa w fontannie kawałek puzzla z uchem Ami. Ośmiolatka i jej przyjaciele postanawiają zbierać te puzzle, aby cały obrazek był gotowy. Myślą też, że jak ułożą te puzzle do końca pojawi się księżniczka Ami. W tym czasie Flo i Magic szukają Ami w mieście.

## Obsada
- Mark Hanna – Magic
- Katie McGovern – Flo
- Robert Steiner – Gort
- Katherine Wilson – Krakia

## Wersja polska
Wersja polska: Studio Genetix Film Factory

Reżyseria: Anna Apostolakis-Gluzińska

Dialogi polskie: Joanna Kuryłko

Dźwięk i montaż: 
- Kacper Czech (odc. 1-26),
- Anna Żarnecka (odc. 27-52)

Kierownictwo produkcji: 
- Róża Zielińska i Agnieszka Sokół (odc. 1-26),
- Elżbieta Kręciejewska (odc. 27-52),
- Natalia Siwicka (odc. 40-52)

Wystąpili:
- Justyna Bojczuk – Flo
- Julia Kołakowska – Księżniczka Ami
- Barbara Kałużna – Ima
- Mateusz Narloch – Magic

oraz
- Izabela Dąbrowska - Krakia
- Jacek Zawada - William
- Magdalena Krylik
  - kucyk Ginerwa
  - Anabelle
- Janusz Wituch - Gort
- Agnieszka Kunikowska
  - przewodniczka Mary
  - mama Flo (odc. 1, 27-28, 52)
- Mieczysław Morański – Ciro, strażnik księżniczki Ami
- Anna Gajewska – kotka Balloon
- Joanna Pach – kotka Mela
- Beata Łuczak - Różne głosy
- Krzysztof Szczerbiński - Zull
- Leszek Zduń – tata Flo
- Krzysztof Cybiński - skrzydlaci strażnici królewscy
- Paweł Szczesny
  - Omnigustio
  - porywacz zwierząt
- Klaudiusz Kaufmann - Spot
- Anna Apostolakis-Gluzińska - Kaczuszka (odc. 45)
- Wit Apostolakis-Gluziński - Daniel
- Beata Wyrąbkiewicz
- Beata Jankowska-Tzimas
- Łukasz Węgrzynowski
- Przemysław Stippa
- Anna Sroka-Hryń

i inni
Piosenki wykonali: Magdalena Krylik, Janusz Wituch i Beata Wyrąbkiewicz

Lektor: Andrzej Leszczyński

## Bohaterowie

### Ludzie
- Flo – ośmioletnia (od odcinka 27 dziewięcioletnia) dziewczynka, która pojawiła się w Kieszonkowie po zniknięciu Księżniczki Ami. Od tego czasu musi pełnić jej obowiązki. Jej zwierzakiem jest pies Magic.
- Anabelle – dziewięcioletnia dziewczynka, która bała się wody. Jej zwierzakiem jest delfin Swimmy. Od czasu, gdy go poznała, przestała bać się wody.
- Liam – dziesięcioletni chłopiec, którego tata zbytnio poświęcał się pracy. Jego zwierzakiem jest bernardyn Otto.
- Emili - dziesięcioletnia dziewczynka, której mama bała się kotów. Jeden z nich - Kamillo przekonał mamę Emili, że stworzenia te nie są takie straszne jak się wydaje.

### Psy
- Magic – pies rasy owczarek niemiecki. Jego panią jest ośmioletnia Flo. Nosi obrożę z kamieniem przyjaźni.
- William – pies rasy golden retriever. Jest jednym ze strażników Księżniczki Ami. Nosi niebieską obrożę, ozdobioną odciskami psich łap.
- Ciro – pies rasy mastif neapolitański. Jest jednym ze strażników Księżniczki Ami. Nosi niebieską obrożę, ozdobioną odciskami psich łap. Jest uczulony na kwiaty.
- Dot – pies rasy dalmatyńczyk. Przeszedł przez ceremonię przejścia w odcinku 1. Trafił do ośmioletniej dziewczynki, której rodzice poświęcali zbyt mało czasu.
- Otto – pies rasy bernardyn. Przeszedł przez ceremonię przejścia w odcinku 8. Trafił do dziewięcioletniego chłopca, któremu jego tata zbytnio poświęcał się pracy. Jego obroża jest w zielono-czerwoną kratkę.
- Pia - suczka rasy beagle. Przeszła ceremonię przejścia w odcinku 16. Trafiła do dziewięcioletniej dziewczynki, w którą zły chłopiec rzucił bombę wodną.
- Bella - suczka rasy border collie. Przeszła ceremonię przejścia w odcinku 40. Trafiła do ośmioletniego chłopca, który dokuczał kolegom z klasy Flo.
- Juno - pies Husky. Przeszedł ceremonię przejścia w odcinku 32. Trafił do dziesięcioletniej dziewczynki, której ojciec jest właścicielem biblioteki.

### Koty
- Księżniczka Ami – kotka syjamska, będąca księżniczką Kieszonkowa. Jej zazdrosna siostra bliźniaczka Ima, odesłała ją na Ziemię i odebrała jej połowę klejnotu przyjaźni.
- Balloon – kotka, będąca jednym ze strażników Księżniczki Ami. Ma szarą sierść w pręgi. Jej obroża jest różowa, ozdobiona serduszkami.
- Mela – kotka, będąca jednym ze strażników Księżniczki Ami. Jest w czarne, białe i rude łaty. Jej obroża jest różowa, ozdobiona serduszkami.
- Camillo - kot, który przekonuje matkę Emili, że koty nie są takie straszne jak się wydaje.

### Wrogowie
- Ima – kotka syjamska. Jest siostrą bliźniaczką Księżniczki Ami. Zazdrosna o tron, odesłała ją na Ziemię i odebrała jej połowę klejnotu przyjaźni. Usiłuje też odebrać tę, którą ma Flo.
- Zull – pies rasy rottweiler. Razem z Gortem służą Imie do „odwalania za nią czarnej roboty”. Często kłóci się z Gortem. Nosi granatową obrożę z kolcami.
- Gort – pies rasy American Pit Bull Terrier. Razem z Zullem służą Imie do „odwalania za nią czarnej roboty”. Często kłóci się z Zullem. Nosi szarą obrożę z kolcami.
- Krakia – kruczyca, która pomagała Imie znajdować Flo, Magica i strażników Księżniczki Ami. Nosi różową obrożę z kolcami.
- Porywacz zwierząt – nikczemny człowiek (prawdopodobnie hycel) porywający zwierzęta, znalazł Ami przed Flo i złapał ją dla pieniędzy. Po poznaniu Imy wycofał aukcję i wykonywał jej polecenia. Po ucieczce Ami na jej miejsce wziął Imę.

### Inni
- Omnigustio – stary i bardzo mądry żółw. Często pomagał Flo i jej przyjaciołom w trudnych sytuacjach.
- Swimmy – delfin. Trafił do dziewięcioletniej dziewczynki, która bała się wody. Przeszedł ceremonię przejścia w odcinku 7.
- Milo - różowy prosiaczek. Trafił do dziesięcioletniego chłopca, który znudził się graniem w gry na konsoli. Przeszedł ceremonię przejścia w odcinku 22.
- Ginewra – kucyk, który potrafi galopować. Trafiła do ośmioletniej dziewczynki, która kiedyś spadła z konia i przez to bała się dalej na nich jeździć. Przeszła ceremonię przejścia w odcinku 26.
- Karotka - jasnobrązowa królica. Trafiła do bardzo chorej ośmioletniej dziewczynki i pomogła jej wrócić do zdrowia. Przeszła ceremonię przejścia w odcinku 34.
- Flipper - złota rybka. Przeszedł ceremonię przejścia w odcinku 38. Trafił do dziewięcioletniej córki wróżbity, której dokuczały koszmary.

## Odcinki
- Serial liczy 52 odcinki.
- W Polsce serial pojawił się po raz pierwszy na kanale:
  - Cartoon Network
    - I seria – 4 lipca 2011 roku
    - II seria – 15 października 2011 roku

  - Boomerang
    - I seria – 4 lipca 2011 roku
    - II seria – 10 października 2011 roku

  - TV Puls 2
    - I seria – 1 lipca 2013 roku
    - II seria – 18 lipca 2013 roku

  - TV6
    - I seria – 31 sierpnia 2013 roku
    - II seria – 21 września 2013 roku

  - TV4
    - I seria – 2 września 2013 roku
    - II seria – 24 września 2013 roku

  - ATM Rozrywka
    - I i II seria – maj 2015 roku
- We Włoszech serial jest emitowany od 25 października 2010 roku na kanale Italia 1.

### Spis odcinków
| Premiera odcinka (Cartoon Network) | Premiera odcinka (Boomerang) | Nr | Polski tytuł              | Angielski tytuł        |
| ---------------------------------- | ---------------------------- | -- | ------------------------- | ---------------------- |
|                                    |                              |    |                           |                        |
| SERIA PIERWSZA                     |                              |    |                           |                        |
|                                    |                              |    |                           |                        |
| 04.07.2011                         | 04.07.2011                   | 01 | Ceremonia przejścia       | Friendship Ceremony    |
|                                    |                              |    |                           |                        |
| 05.07.2011                         | 04.07.2011                   | 02 | Nieoczekiwany gość        | The Unexpected Guest   |
|                                    |                              |    |                           |                        |
| 06.07.2011                         | 05.07.2011                   | 03 | Mędrzec Onigustio         | Everyshell the Wise    |
|                                    |                              |    |                           |                        |
| 07.07.2011                         | 05.07.2011                   | 04 | Powrót do domu            | Going Home             |
|                                    |                              |    |                           |                        |
| 08.07.2011                         | 06.07.2011                   | 05 | Wielka odpowiedzialność   | A Great Responsibility |
| 09.07.2011                         | 06.07.2011                   | 06 | Wielka odpowiedzialność   | A Great Responsibility |
|                                    |                              |    |                           |                        |
| 10.07.2011                         | 07.07.2011                   | 07 | Na grzbiecie fali         | Crest of a Wave        |
|                                    |                              |    |                           |                        |
| 11.07.2011                         | 07.07.2011                   | 08 | Frisbee                   | Frisbee                |
|                                    |                              |    |                           |                        |
| 12.07.2011                         | 08.07.2011                   | 09 | Nie bój się               | Don’t Be Afraid        |
|                                    |                              |    |                           |                        |
| 13.07.2011                         | 08.07.2011                   | 10 | Pokarm dla myśli          | Food for Thought       |
|                                    |                              |    |                           |                        |
| 14.07.2011                         | 11.07.2011                   | 11 | Nowi przyjaciele          | New Friends            |
| 15.07.2011                         | 11.07.2011                   | 12 | Nowi przyjaciele          | New Friends            |
|                                    |                              |    |                           |                        |
| 16.07.2011                         | 12.07.2011                   | 13 | Cierpliwości              | Patience               |
| 17.07.2011                         | 13.07.2011                   | 14 | Cierpliwości              | Patience               |
|                                    |                              |    |                           |                        |
| 18.07.2011                         | 13.07.2011                   | 15 | Uwierz w siebie           | Believe in Yourself!   |
| 19.07.2011                         | 14.07.2011                   | 16 | Uwierz w siebie           | Believe in Yourself!   |
|                                    |                              |    |                           |                        |
| 20.07.2011                         | 14.07.2011                   | 17 | Miej oczy otwarte         | Eyes Peeled            |
| 21.07.2011                         | 15.07.2011                   | 18 | Miej oczy otwarte         | Eyes Peeled            |
|                                    |                              |    |                           |                        |
| 22.07.2011                         | 15.07.2011                   | 19 | Poszukiwania              | The Search             |
| 23.07.2011                         | 18.07.2011                   | 20 | Poszukiwania              | The Search             |
|                                    |                              |    |                           |                        |
| 24.07.2011                         | 18.07.2011                   | 21 | Dobry interes             | The Bargain            |
| 25.07.2011                         | nieemitowany                 | 22 | Dobry interes             | The Bargain            |
|                                    |                              |    |                           |                        |
| 26.07.2011                         | 19.07.2011                   | 23 | O mały włos               | Nearly!                |
| 27.07.2011                         | 19.07.2011                   | 24 | O mały włos               | Nearly!                |
|                                    |                              |    |                           |                        |
| 28.07.2011                         | 20.07.2011                   | 25 | Podstęp                   | A Bad Fall             |
| 29.07.2011                         | 20.07.2011                   | 26 | Podstęp                   | A Bad Fall             |
|                                    |                              |    |                           |                        |
| SERIA DRUGA                        |                              |    |                           |                        |
|                                    |                              |    |                           |                        |
| 15.10.2011                         | 12.10.2011                   | 27 | Urodziny Flo              | Kate's Birthday        |
| 15.10.2011                         | 12.10.2011                   | 28 | Urodziny Flo              | Kate's Birthday        |
|                                    |                              |    |                           |                        |
| 16.10.2011                         | 13.10.2011                   | 29 | Porywacz zwierząt         | The Petbuster          |
| 16.10.2011                         | 13.10.2011                   | 30 | Porywacz zwierząt         | The Petbuster          |
|                                    |                              |    |                           |                        |
| 17.10.2011                         | 10.10.2011                   | 31 | Juno                      | Juno                   |
| 17.10.2011                         | 10.10.2011                   | 32 | Juno                      | Juno                   |
|                                    |                              |    |                           |                        |
| 18.10.2011                         | 11.10.2011                   | 33 | Lekarz potrzebny od zaraz | White as a Sheet       |
| 18.10.2011                         | 11.10.2011                   | 34 | Lekarz potrzebny od zaraz | White as a Sheet       |
|                                    |                              |    |                           |                        |
| 19.10.2011                         | 18.10.2011                   | 35 | Skarb przyjaźni           | Friendship Treasure    |
| 19.10.2011                         | 18.10.2011                   | 36 | Skarb przyjaźni           | Friendship Treasure    |
|                                    |                              |    |                           |                        |
| 20.10.2011                         | 19.10.2011                   | 37 | Spokojnych snów           | Sweet Dreams           |
| 20.10.2011                         | 19.10.2011                   | 38 | Spokojnych snów           | Sweet Dreams           |
|                                    |                              |    |                           |                        |
| 21.10.2011                         | 20.10.2011                   | 39 | Dobre wychowanie          | Good Manners           |
| 21.10.2011                         | 20.10.2011                   | 40 | Dobre wychowanie          | Good Manners           |
|                                    |                              |    |                           |                        |
| 22.10.2011                         | 21.10.2011                   | 41 | Operacja: Księżniczka     | Operation Princess     |
| 22.10.2011                         | 21.10.2011                   | 42 | Operacja: Księżniczka     | Operation Princess     |
|                                    |                              |    |                           |                        |
| 23.10.2011                         | 24.10.2011                   | 43 | Zguba                     | Lost Property          |
| 23.10.2011                         | 24.10.2011                   | 44 | Zguba                     | Lost Property          |
|                                    |                              |    |                           |                        |
| 24.10.2011                         | 25.10.2011                   | 45 | Wolność                   | Freedom                |
| 24.10.2011                         | 25.10.2011                   | 46 | Wolność                   | Freedom                |
|                                    |                              |    |                           |                        |
| 25.10.2011                         | 26.10.2011                   | 47 | Podarunek                 | The Gift               |
| 25.10.2011                         | 26.10.2011                   | 48 | Podarunek                 | The Gift               |
|                                    |                              |    |                           |                        |
| 26.10.2011                         | 27.10.2011                   | 49 | Ostatnia rozgrywka        | The Final Game         |
| 26.10.2011                         | 27.10.2011                   | 50 | Ostatnia rozgrywka        | The Final Game         |
|                                    |                              |    |                           |                        |
| 27.10.2011                         | 28.10.2011                   | 51 | Powrót do domu            | The Homecoming         |
| 27.10.2011                         | 28.10.2011                   | 52 | Powrót do domu            | The Homecoming         |
|                                    |                              |    |                           |                        |